# ИА Акранес
ИА Акранес е исландски футболен отбор от град Акранес. Основан е през 1946 г. и е един от най-титулуваните футболни отбори в страната. Клубните цветове са жълто и черно.

## Успехи
- Исландска висша лига
  -  Шампион (18): 1951, 1953, 1954, 1957, 1958, 1960, 1970, 1974, 1975, 1977, 1983, 1984, 1992, 1993, 1994, 1995, 1996, 2001
  -  Вицешампион (12): 1952, 1955, 1959, 1961, 1963, 1964, 1965, 1969, 1978, 1979, 1985, 1997
  -  Бронзов медал (14): 1950, 1956, 1962, 1976, 1980, 1981, 1986, 1987, 1988, 1998, 2003, 2004, 2005, 2007

- Купа на Исландия
  -  Носител (9): 1978, 1982, 1983, 1984, 1986, 1993, 1996, 2000, 2003
  -  Носител (9): 1961, 1963, 1964, 1965, 1969, 1974, 1975, 1976, 1999

- Купа на Лигата
  -  Носител (3): 1996, 1999, 2003
  -  Носител (1): 2019

- Суперкупа на Исландия
  -  Носител (1): 2003
  -  Носител (6): 1983, 1984, 1985, 1993, 1996, 1997